# Joanne Jackson
Joanne Jackson, née le 12 septembre 1986 à Northallerton, est une nageuse britannique actuellement en activité, spécialiste des épreuves de demi-fond en nage libre. Elle est la sœur d'une nageuse olympique retraitée, Nicola Jackson.

## Biographie
Elle a nagé aux Jeux olympiques d'été de 2004 à Athènes dans les compétitions de 400 mètres nage libre et le relais 4 × 200 mètres nage libre. Elle est devenue championne de Grande-Bretagne et d'Europe du 400 mètres nage libre. Elle a commencé en compétition internationale lors des championnats du monde de natation à Barcelone en 2003.
Le 11 août 2008, elle remporte la médaille de bronze aux Jeux olympiques d'été de 2008 à Pékin en 400 m nage libre.
Lors de la finale des championnats de Grande-Bretagne de natation 2009, le 16 mars 2009, à Sheffield, elle s'impose devant Rebecca Adlington, championne olympique en titre, et bat le record du monde de la distance, en 4 min 66 centièmes.

## Palmarès

### Jeux olympiques
- Jeux olympiques de 2008 à Pékin (Chine) :
  -  Médaille de bronze du 400 m nage libre.

### Championnats du monde
- Championnats du monde en petit bassin 2008 à Manchester (Royaume-Uni) :
  -  Médaille d'argent au titre du relais 4 × 200 m nage libre.
  -  Médaille de bronze du 400 m nage libre.

- Championnats du monde 2009 à Rome (Italie) :
  -  Médaille d'argent du 400 m nage libre.
  -  Médaille d'argent du 800 m nage libre.
  -  Médaille de bronze du relais 4 × 200 m nage libre.

### Championnats d'Europe

#### En grand bassin
- Championnats d'Europe 2006 à Budapest (Hongrie) :
  -  Médaille d'argent du 400 m nage libre.

- Championnats d'Europe 2008 à Eindhoven (Pays-Bas) :
  -  Médaille d'argent au titre du relais 4 × 200 m nage libre.

- Championnats d'Europe 2010 à Budapest (Hongrie) :
  -  Médaille d'argent au titre du relais 4 × 100 m nage libre.
  -  Médaille de bronze au titre du relais 4 × 200 m nage libre.

#### En petit bassin
- Championnats d'Europe 2003 à Dublin (Irlande) :
  -  Médaille d'or du 400 m nage libre.

- Championnats d'Europe 2005 à Trieste (Italie) :
  -  Médaille d'argent du 400 m nage libre.

- Championnats d'Europe 2006 à Helsinki (Finlande) :
  -  Médaille de bronze du 400 m nage libre.